# Pelekium subpinnatum
Pelekium subpinnatum là một loài Rêu trong họ Thuidiaceae. Loài này được (Broth.) Touw mô tả khoa học đầu tiên năm 2001.